# 위스카스
위스카스(영어: Whiskas)는 전세계에 진출한 미국의 고양이 먹이 제조 브랜드이다. 브랜드 소유주는 미국 기업인 마즈 주식회사다. 깡통이나 파우치에 포장한 습식먹이(생고기 등)와 건식먹이(비스킷, 사료 등)를 모두 취급한다. 대부분의 포장이 특유의 보라색에 고양이 머리 모양 실루엣 상표가 그려져 있다.
1936년에 "칼칸"(영어: Kal Kan)이라는 이름으로 처음 시작되었으며 1988년 위스카스로 개칭했다.